# Dirk Hafemeister
Dirk Hafemeister, né le 17 avril 1958 à Berlin et mort le 31 août 2017, est un cavalier allemand, champion olympique de saut d'obstacles.

## Palmarès
- 1988 : médaille d'or par équipe aux Jeux olympiques de Séoul avec Orchidee 76.
- 1994 : médaille d'or par équipe aux Jeux équestres mondiaux de La Haye aux Pays-Bas avec P.S. Priamos.